# (38093) 1999 JX6
1999 JX6 (asteroide 38093) é um asteroide da cintura principal. Possui uma excentricidade de 0.14155400 e uma inclinação de 8.03198º.
Este asteroide foi descoberto no dia 8 de maio de 1999 por CSS em Catalina.